# موریتانی ایرلاینز اینترنشنال
موریتانی ایرلاینز اینترنشنال (به انگلیسی: Mauritania Airlines International) یک شرکت هواپیمایی با کد یاتا L6 است که در ۲۰۱۰ میلادی تأسیس شده‌است. دفتر مرکزی موریتانی ایرلاینز اینترنشنال در نواکشوت، موریتانی واقع شده‌است و قطب این شرکت هواپیمایی در فرودگاه بین‌المللی نواکشوت قرار دارد و به ۱۰ مقصد، پرواز انجام می‌دهد.